# Sala de consumo assistido de droga

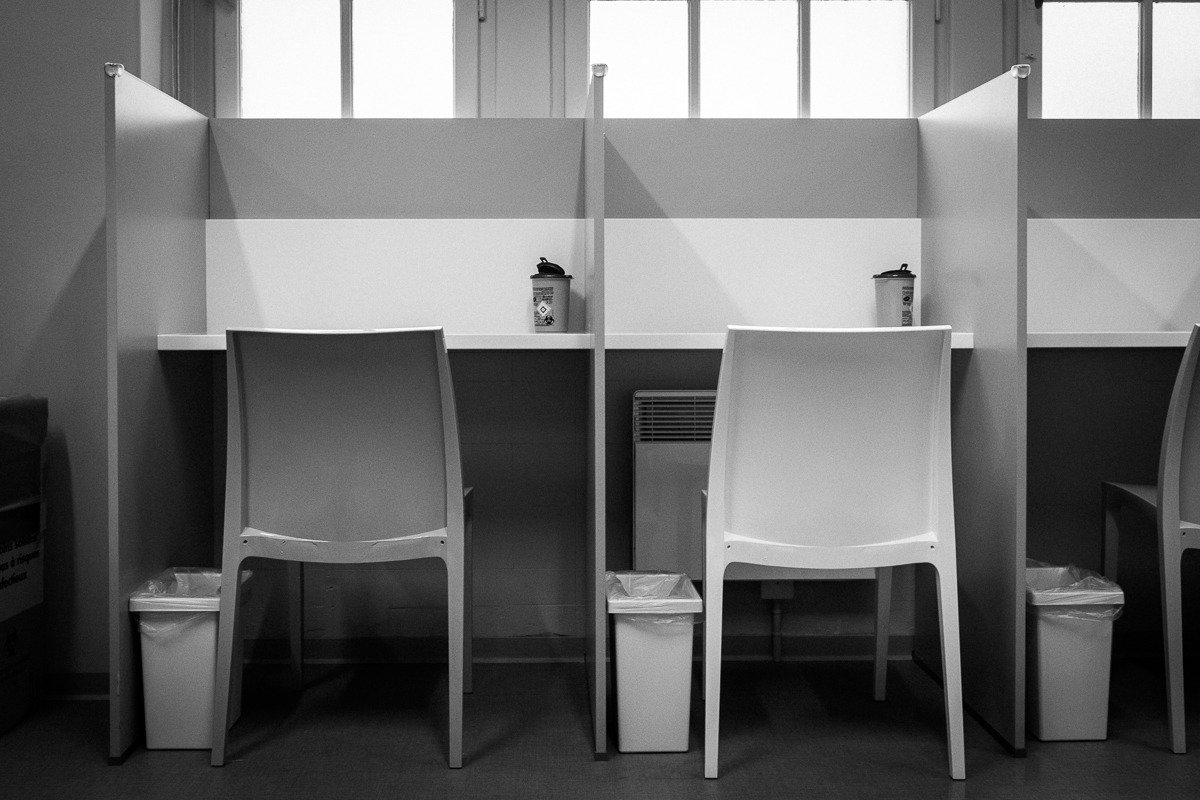
Postos para injeção de drogas numa sala de consumo assistido em Estrasburgo

Salas de consumo assistido de droga, vulgarmente denominadas salas de chuto, são unidades de saúde supervisionadas por profissionais que proporcionam aos toxicodependentes um ambiente higiénico para a injeção de drogas, com o objetivo de diminuir as mortes por overdose e o risco de transmissão de doenças.